# ベルティノーロ
ベルティノーロ（伊: Bertinoro）は、イタリア共和国エミリア＝ロマーニャ州フォルリ＝チェゼーナ県にある、人口約11,000人の基礎自治体（コムーネ）。

## 地理

### 位置・広がり

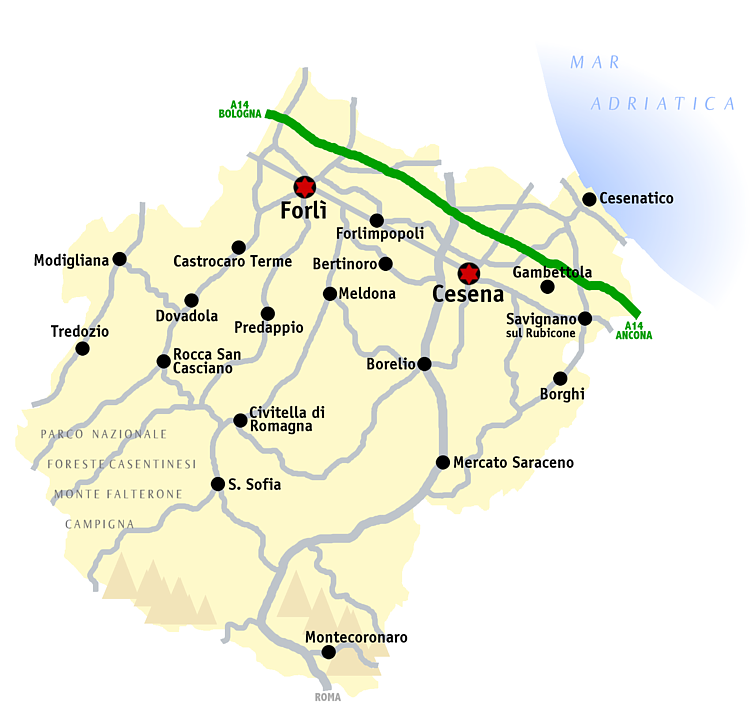
フォルリ＝チェゼーナ県概略図

#### 隣接コムーネ
隣接するコムーネは以下の通り。括弧内のRAはラヴェンナ県所属を示す。
- チェゼーナ
- フォルリ
- フォルリンポーポリ
- メルドラ
- ラヴェンナ (RA)

### 気候分類・地震分類
ベルティノーロにおけるイタリアの気候分類 (it) および度日は、zona E, 2435 GGである。
また、イタリアの地震リスク階級 (it) では、zona 2 (sismicità media) に分類される。

## 行政

### 分離集落
ベルティノーロには以下の分離集落（フラツィオーネ）がある。
- Bracciano, Capocolle, Collinello, Fratta Terme, Ospedaletto, Panighina, Polenta, San Pietro in Guardiano, Santa Croce, Santa Maria Nuova Spallicci

## 姉妹都市
- アーレ（イタリア語版） 、スウェーデン
- カウフンゲン、ドイツ
- Budești、モルドバ

## 出身著名人
- アルナルド・パンビアンコ - 自転車ロードレース選手